# جوزپه فلا
جوزپه فلا (انگلیسی: Giuseppe Fella؛ زادهٔ ۱۱ اوت ۱۹۹۳) بازیکن فوتبال است.